# Chiesa di Sant'Alessandro (Pieve Emanuele)
La chiesa prepositurale di Sant'Alessandro è la parrocchiale di Pieve Emanuele, in città metropolitana ed arcidiocesi di Milano; fa parte del decanato di Rozzano.

## Storia
La prima citazione della pieve di Sant'Alessandro risale al IX secolo; nel Liber Notitiae Sanctorum Mediolani, redatto sul finire del XIII secolo, si legge che questa pieve aveva come filiali le chiese di San Martino, anch'essa situata a Pieve Emanuele, di Cassino Scanasio, di Collarete, di Fizzonasco, di Santa Maria e di San Vittore di Locate di Triulzi, di Mirasole, di Cascina Morazzano, di Nesporedo, d'Opera, di Quinto de' Stampi, di Rozzano, di Selvanesco, di Santa Maria della Fontana, di Torriggio, di Vigentino, di Viquarterio e di Vione.
Nel Quattrocento, come si apprende dallo Status ecclesiae mediolanensis, presso la canonica pievese risiedevano il prevosto e cinque canonici; nel secolo successivo questi ultimi erano scesi a quattro e il 23 marzo 1568 il delegato papale Leonetto Chiavone stabilì che la parrocchia di Basiglio passasse alla pieve foraniale di Sant'Alessandro.
Nel 1683 venne posta la prima pietra della nuova pieve; l'edificio fu poi portato a termine nel 1699. Nel 1713 fu collocato l'altare minore di San Felice e due anni dopo quello di San Carlo; grazie alla Nota parrocchie Stato di Milano del 1781 si conosce che i fedeli ammontavano a 1300 e che il reddito era di 2004 lire.
Nel 1898 l'arcivescovo di Milano Andrea Carlo Ferrari, compiendo la sua visita pastorale, annotò che la pieve, in cui aveva sede la confraternita del Santissimo Sacramento, aveva alle proprie dipendenze gli oratori di Santa Maria in Egitto a Tolcinasco, della Purificazione di Maria in località Pizzabrasa e dell'Annunciazione nella borgata di Viquarterio.
Nel 1909 venne posato il nuovo pavimento e nel 1914 furono completate le decorazioni dell'interno della chiesa; nel 1934 si ricostruì il tetto e fu rifatto l'intonaco.

Nel 1972, in seguito al processo di riorganizzazione territoriale dell'arcidiocesi, fu soppresso il vicariato di Pieve Emanuele, a capo del quale era la chiesa, e quest'ultima passò al decanato di Melegnano, per poi essere aggregata nel 1983 a quello di Rozzano.

## Descrizione

### Facciata
La facciata della chiesa è suddivisa da una cornice marcapiano in due registri, entrambi scanditi da quattro lesene; quello inferiore, più largo, presenta il portale d'ingresso delimitato due semicolonne a sostegno della cornice in granito, sopra la quale vi sono due putti e un ovale; quello superiore, affiancato da due volute e coronato dal timpano mistilineo, è caratterizzato da una finestrone.

### Interno
L'interno dell'edificio si compone di un'unica navata, spartita da lesene in quattro campate, di cui le due centrali ospitano le cappelle laterali, e coperta da volta a botte; al termine dell'aula si sviluppa il presbiterio, introdotto dall'arco santo sorretto da due grandi pilastri a pianta quadrata e chiuso dall'abside semicircolare, nella quale trova posto il coro.